# Triozoida guyavae
Triozoida guyavae är en insektsart som först beskrevs av Guimarpes 1953.  Triozoida guyavae ingår i släktet Triozoida och familjen spetsbladloppor. Inga underarter finns listade i Catalogue of Life.